# Creixell
|  | Per a altres significats, vegeu «Creixell (Borrassà)». |

Creixell és un municipi de la comarca del Tarragonès, situat a 18 km de Tarragona i a 75 km de Barcelona. Forma part de l'anomenada Costa Daurada, i amb gairebé 2 km de platja és una població marcadament turística, amb una capacitat hotelera per a 30.000 visitants.

## Descripció geogràfica
La seva extensió és de 1.037ha, 10,37 km2. Limita al nord amb Bonastre, a l'est amb Roda de Berà, a l'oest amb Torredembarra i la Pobla de Montornès i al sud amb la mediterrània. El poble està situat a l'extrem oriental de la comarca del Tarragonès, a la subcomarca de Berà, sobre un petit turó, entre la costa i el massís de Bonastre.
Hidrogràficament, es troba integrat dins de la conca del Gaià. Tot i que el municipi no disposa d'aigües superficials, tret de les fonts de Mas Gisbert, té una gran quantitat de pous que abasteixen la població i les urbanitzacions (Mas Gisbert, la Coma, Camí de Roda, les Sínies, La Plana, Les Morisques o La Clota).
De totes les construccions destaca el castell, iniciat al segle xi, encara que la major part de la construcció és posterior al segle xvi; l'església parroquial de Sant Jaume del segle xvi, que va ser construïda sobre una petita església romànica del segle xi; la torre campanar, finalitzada l'any 1773 i coronada el 1917 amb la cúpula modernista de l'arquitecte Josep Maria Jujol; el casal de Ca la Miquelina, del segle xv; i les torres de Cal Jeroni, Cal Xacó i de ca la Miquelina, torres del segle xiv. Recentment, s'han traslladat a la plaça de l'Abat Escarré les restes d'una vila romana dels segles I i II de la nostra era.

## Demografia
L'any 2022, Creixell tenia gairebé 4.000 habitants. El primer gran salt demogràfic el trobem al s. XIX quan va començar a cultivar vi i derivats i comerciar directament amb Amèrica. Es va passar dels 261 habitants de l'any 1717 als 808 habitants l'any 1857. La fil·loxera i la fi del comerç amb Amèrica va fer retrocedir l'economia i la població, que durant gairebé tot el s. XX no va superar els 400 habitants. El segon salt demogràfic es produeix a les darreries del s. XX per                                                                                                                                                                                                                                                                                                                                                                                                                                                                                                                                                                                              l'embranzida del turisme, les segones residències i la millora de les comunicacions amb Tarragona i Barcelona.

## Llista d'alcaldes
| Període     | Alcalde o alcaldessa                                                  | Partit polític   | Data de possessió | Observacions |
| ----------- | --------------------------------------------------------------------- | ---------------- | ----------------- | ------------ |
| 1979–1983   | Lluis Sardà Albacar                                                   | CC-UCD           | 19/04/1979        | --           |
| 1983–1987   | Josep Figuerola Cañellas                                              | Alianza Popular  | 28/05/1983        | --           |
| 1987–1991   | Lluis Sardà Albacar                                                   | Independent      | 30/06/1987        | --           |
| 1991–1995   | Rosa Maria Bertran Soler                                              | CIU              | 15/06/1991        | --           |
| 1995–1999   | Rosa Maria Bertran Soler                                              | CIU              | 17/06/1995        | --           |
| 1999–2003   | Rosa Maria Bertran Soler / Juan José Conesa Pérez                     | CIU / PP         | 03/07/1999        | --           |
| 2003–2007   | Jordi Llopart Senent / Teodoro Fuster Cortés / Juan José Conesa Pérez | CIU / FIC / PP   | 14/06/2003        | --           |
| 2007–2011   | Teodoro Fuster Cortés                                                 | PP               | 16/06/2007        | --           |
| 2011–2015   | Jordi Llopart Senent                                                  | CIU              | 11/06/2011        | --           |
| 2015–2019   | Jordi Llopart Senent                                                  | CIU              | 13/06/2015        | --           |
| 2019-2023   | Jordi Llopart i Senent                                                | JUNTS X CREIXELL | 15/06/2019        | --           |
| Des de 2023 | Montserrat Muñoz Madueño                                              | PSC              | 17/06/2023        | --           |

## Geografia
- Llista de topònims de Creixell (Orografia: muntanyes, serres, collades, indrets…; hidrografia: rius, fonts...; edificis: cases, masies, esglésies, etc.).

| Entitat de població   | Habitants (2024) |
| el Racó del Cèsar     | 1.600            |
| Creixell              | 1.093            |
| Creixell Mar          | 452              |
| la Coma               | 257              |
| les Morisques         | 212              |
| la Masó               | 149              |
| la Plana              | 122              |
| les Eres              | 112              |
| la Marina de Creixell | 80               |
| Port Romà             | 53               |
| les Sínies            | 39               |
| Font: Idescat         |                  |

| 1497 f | 1515 f | 1553 f | 1717 | 1787 | 1857 | 1877 | 1887 | 1900 | 1910 |
| ------ | ------ | ------ | ---- | ---- | ---- | ---- | ---- | ---- | ---- |
| 22     | 22     | 32     | 261  | 592  | 808  | 671  | 614  | 420  | 349  |

| 1920 | 1930 | 1940 | 1950 | 1960 | 1970 | 1981 | 1990 | 1992  | 1994  |
| ---- | ---- | ---- | ---- | ---- | ---- | ---- | ---- | ----- | ----- |
| 335  | 361  | 331  | 262  | 250  | 309  | 540  | 898  | 1.106 | 1.106 |

| 1996  | 1998  | 2000  | 2002  | 2004  | 2006  | 2008  | 2010  | 2012  | 2014  |
| ----- | ----- | ----- | ----- | ----- | ----- | ----- | ----- | ----- | ----- |
| 1.400 | 1.565 | 1.837 | 2.197 | 2.411 | 2.758 | 3.154 | 3.319 | 3.431 | 3.480 |

| 2016  | 2018  | 2020  | 2022  | 2024  | 2026 | 2028 | 2030 | 2032 | 2034 |
| ----- | ----- | ----- | ----- | ----- | ---- | ---- | ---- | ---- | ---- |
| 3.467 | 3.526 | 3.758 | 3.981 | 4.190 | -    | -    | -    | -    | -    |

Al seu terme hi ha onze urbanitzacions residencials, com el barri de les Botigues de Mar (antic barri pescador), i cinc càmpings. El nord del terme municipal és muntanyós i hi ha algunes masies antigues. La més ben conservada és el Mas Mercader, a l'oest, prop de la Pobla de Montornès, i que data del segle xviii. Més al nord hi ha Mas Gibert, sobre un turó de 149 metres. Fou construït al segle xvi i va ser habitat fins a la dècada dels seixanta. Pel seu terme hi passa la carretera N-340 Barcelona-València, i l'Autopista AP-7.

## Eleccions al Parlament de Catalunya del 2012
| Candidatura | Candidatura   | Cap de llista          | Vots  | Regidors | % vots |
| ----------- | ------------- | ---------------------- | ----- | -------- | ------ |
|             | CiU           | Artur Mas              | 413   |          | 27,6   |
|             | PPC           | Alicia Sánchez-Camacho | 284   |          | 18,98  |
|             | PSC           | Pere Navarro           | 259   |          | 17,31  |
|             | ERC           | Oriol Junqueras        | 169   |          | 11,29  |
|             | C's           | Albert Rivera          | 134   |          | 8,95   |
|             | ICV-EUiA      | Joan Herrera           | 112   |          | 7,48   |
|             | CUP           | David Fernández        | 24    |          | 1,6    |
|             | Vots en blanc |                        | 30    |          | 1,99   |
|             | Altres        |                        | 71    |          | 6,35   |
| Total       | Total         | 1.507                  | 1.507 |          | 62,3   |